# Cyclaspis mjoebergi
Cyclaspis mjoebergi är en kräftdjursart som beskrevs av John Todd Zimmer 1921. Cyclaspis mjoebergi ingår i släktet Cyclaspis och familjen Bodotriidae. Inga underarter finns listade i Catalogue of Life.